# Pierre-André Émery
Pierre-André Émery (Lausana, 1903 - Lausana, 1982) fue un arquitecto racionalista suizo. Desarrolló la mayor parte de su obra en Argelia.

## Trayectoria
Estudió en la Escuela de Bellas Artes de Ginebra. En 1924 entró a trabajar en el estudio de Le Corbusier en París, donde asistió a su compatriota en obras como el barrio Frugès en Pessac, el plan Voisin, la casa Cook en Boulogne-Billancourt y el pabellón de L'Esprit Nouveau para la Exposición de Artes Decorativas de París de 1925.
En 1926 se instaló en Argel, donde lideró una nueva generación de arquitectos modernos en ese país. Su primera obra relevante fue la escuela de la calle Volta de Argel (1936). Colaboró aquí también con Le Corbusier, autor de los planes urbanísticos de Nemours (actual Ghazaouet) y Argel, finalmente no ejecutados. En 1937 ingresó en el Congreso Internacional de Arquitectura Moderna, en el que fue vicepresidente de la comisión de Definición e inventario de los programas sociales útiles para el establecimiento de los planes de urbanismo.
Entre 1946 y 1947 realizó un viaje por Estados Unidos. A su vuelta se asoció con Louis Miquel, con quien realizó las ciudades obreras de las minas de Ouenza (1948-1953), las escuelas de Ben-Akhoun (1953) y Châteauneuf (1954), varios edificios para Électricité et Gaz d'Algérie, el templo protestante de Hussein-Dey (1960) y las prefecturas de Mostaganem (1960) y Tizi Ouzou (1961).
En 1962 dejó Argelia y se trasladó a Estados Unidos, donde fue profesor en la Universidad de Harvard. Poco después fue nombrado consejero de la ONU en Addis Abeba y, en 1965, director de la Agencia de Urbanismo de Grenoble, de nuevo en su país natal.